# دامپرمی
دامپرمی (به لاتین: Dampremy) یک منطقهٔ مسکونی در بلژیک است که در شارلروآ واقع شده‌است. دامپرمی ۲٫۷۷ کیلومتر مربع مساحت و ۸٬۵۶۶ نفر جمعیت دارد.